# 유경 테크놀로지스
유경 테크놀로지스는 대한민국의 IT 기업이다.
유경 테크놀로지스의 포터블 기기 브랜드인 빌립(Viliv)은 Visual + Live의 합성어로서, 언제 어디서나 사용할 수 있는 미디어 플레이어의 속성을 내포하고 있다. 이 회사는 포터블 미디어 플레이어(PMP)와 네크워크기기, MID를 제작하는 포터블 미디어 기기 제조 연구 전문 회사이다. 1999년 1월 창사 이후, 유경연구소를 설립하여, TV 및 인터넷 사업구축을 하였으며, 2006년 이후부터 '빌립'이라는 브랜드명을 정하여, PMP사업을 시작하였으며, 2009년에는 MID인 S5와 S7을 출시하였다.
2010년 안드로이드+WINCE 듀얼 기반 OS 제품인 MP3P P3 와 FULL HD 재생 가능한 5인치 HD5 제품을 선보이고 있다. 2011년 상반기에 3종 태블릿 PC 제품 (안드로이드 태블릿 X7과 X10, 윈도7 태블릿 X70) 출시했다.
2014년 6월 파산이 선고되었다.